# De Strubben-Kniphorstbos
De Strubben-Kniphorstbos is een natuurgebied van 377 hectare, gelegen tussen Anloo en Schipborg in de Nederlandse provincie Drenthe. Het is het enige archeologische reservaat van Nederland.
De dubbele naam van het gebied is ontleend aan de 'stobbige' eiken in het gebied en aan mr. Gerrit Kniphorst die in de negentiende eeuw de eigenaar en ontginner was van de toenmalige heidevelden. In het gebied zijn diverse sporen te vinden uit de prehistorie. Van de vier hunebedden zijn er nu nog twee (D7 en D8) aanwezig. Het gebied herbergt daarnaast een zestigtal grafheuvels. Het terrein is in de twintigste eeuw lange tijd (vanaf 1938) in gebruik geweest als militair oefenterrein. 

## Reservaat
In 2006 werd het overgedragen aan Staatsbosbeheer en aangewezen als archeologisch rijksmonument. De inrichting van het bos is daarna volgens de landschapsbenadering aangepakt. De  cultuurhistorische waarden wogen hierbij het zwaarst. Het historisch landgebruik in verschillende periodes, met de elementen en structuren die daarbij horen, was leidend. Als natuurgebied valt het reservaat deels onder het Drentsche Aa-gebied, een Natura 2000-gebied.
Sinds eind 2023 loopt in het gebied een kleine kudde heidekoeien. Ze maken deel uit van een herintroductieprogramma, dat in 2007 startte op de Veluwe. Deense zwartbontkoetjes werden samengebracht met afstammelingen van de Nederlandse heidekoe, die eind jaren '30 is uitgestorven. Geprobeerd wordt zo het ras terug te fokken, omdat het heel dienstig is bij het openhouden van heidelandschappen. Ze kunnen op den duur mogelijk Schotse hooglanders en Gallowayrunderen vervangen.

## Externe link

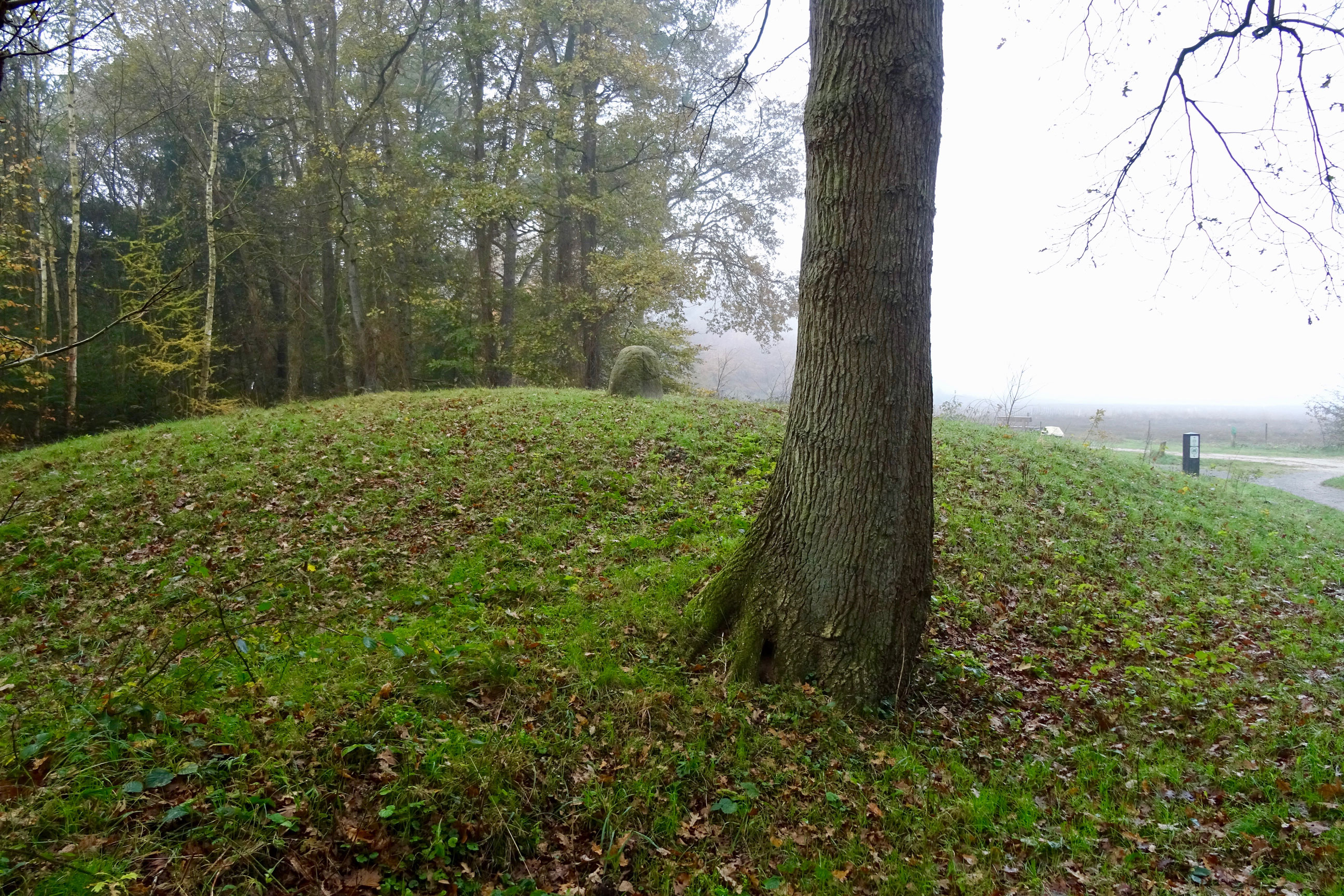
Een van de grafheuvels in het gebied
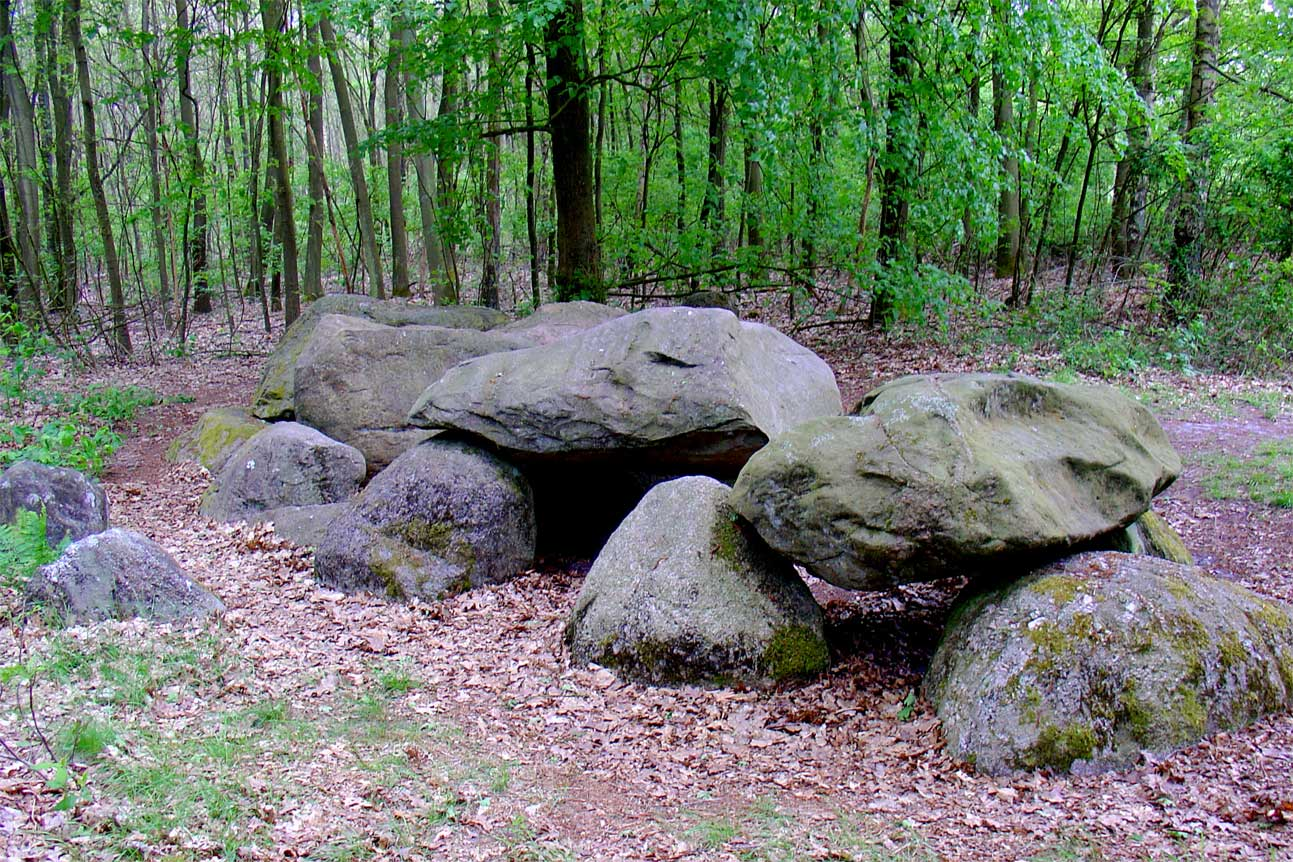
Hunebed D7
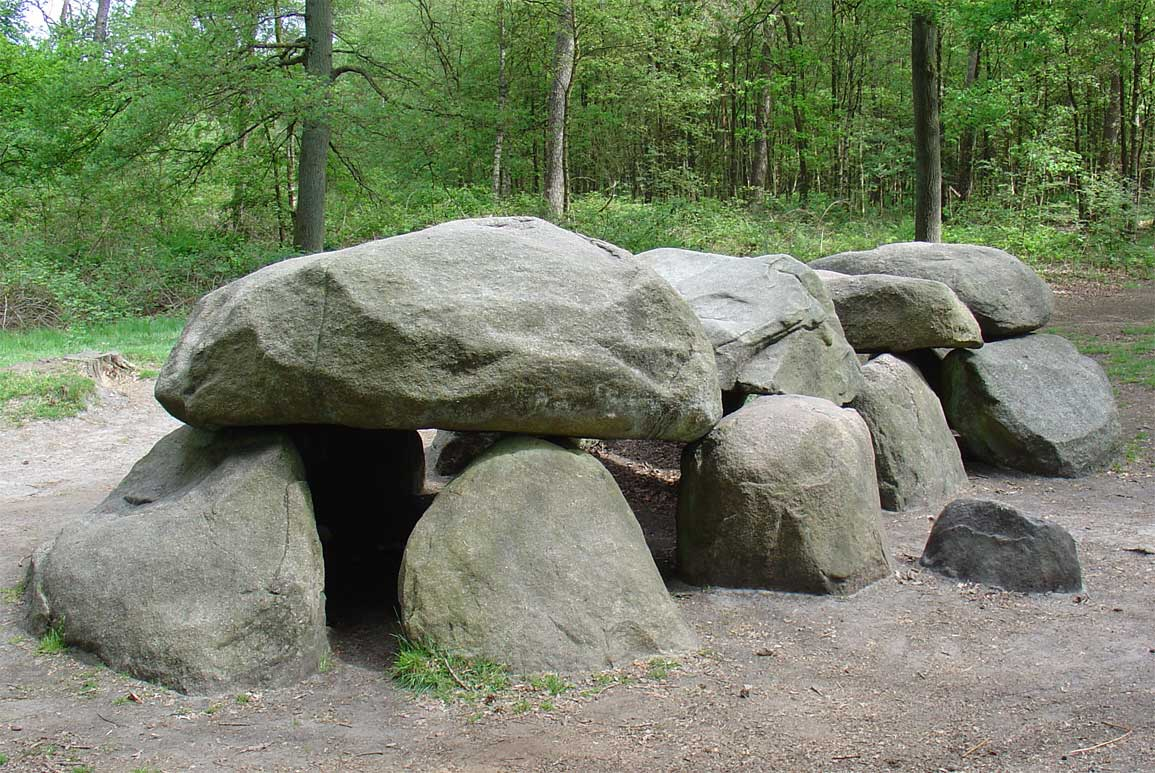
Hunebed D08
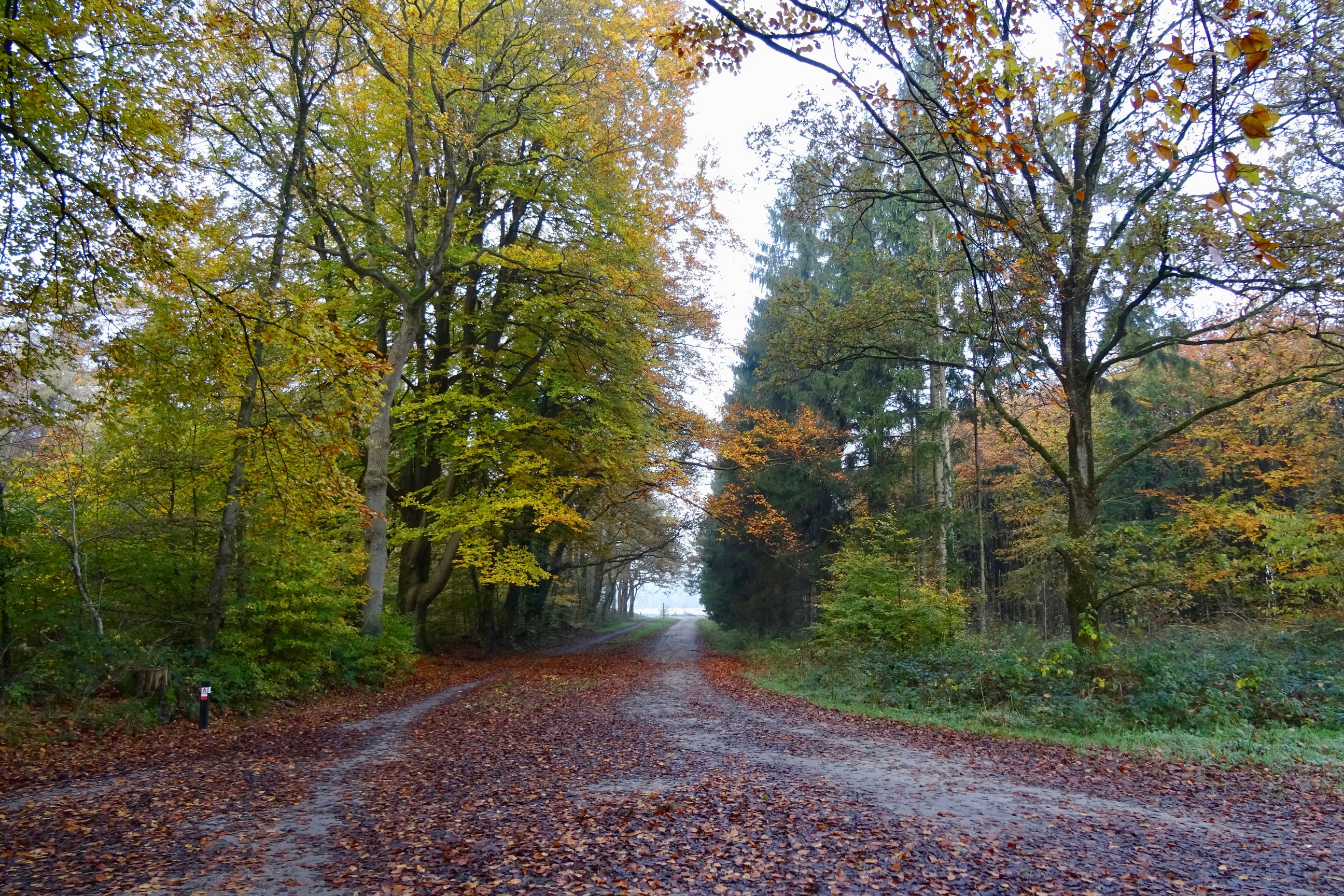
Bosweg